# Rhadalini
Rhadalini es una tribu de coleópteros polífagos de la familia Melyridae.

## Géneros
- Anthriboclerus Schenkling, 1922
- Antinea Peyerimhoff, 1929
- Aploceble Majer, 1998
- Aplocnemus Stephens, 1830
- Dasyrhadus Fall, 1910
- Eucymbolus Champion, 1913
- Flavojulistus Majer, 1990
- Hemipleurus Peacock, 1987
- Indiodasytes Pic, 1916
- Jelinekius Majer, 1990
- Kubanius Majer, 1983
- Malthacodes Waterhouse, 1876
- Microcymbolus Pic, 1951
- Microjulistus Reitter, 1889
- Pelecophora Dejean, 1821
- Rhadalus LeConte, 1852
- Semijulistus Schilsky, 1894
- Trichoceble C.G. Thomson, 1859